# Emmanuel Desurvire

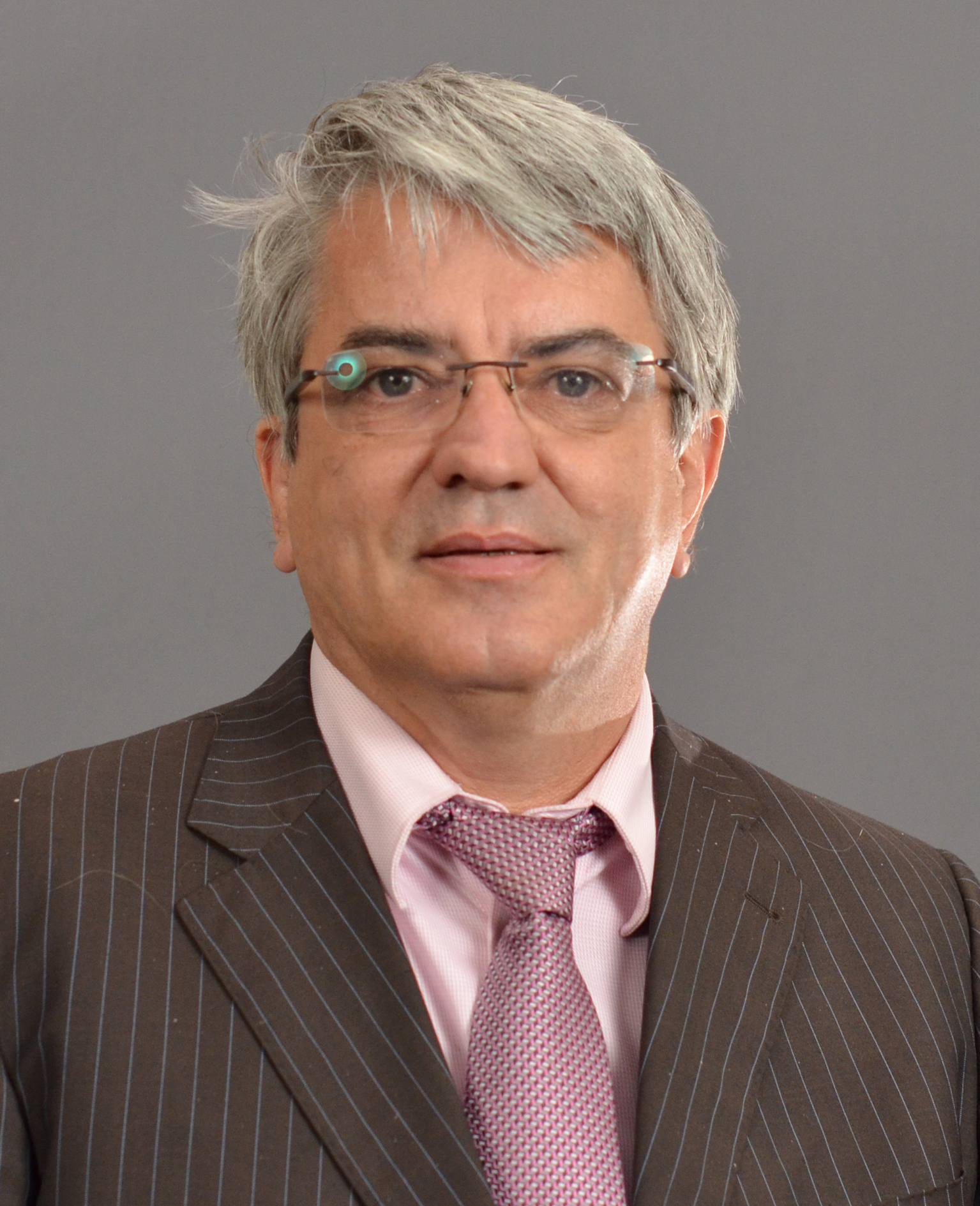
Emmanuel Desurvire

Emmanuel Benoit Desurvire (* 7. Juni 1955 in Boulogne-Billancourt, Frankreich) ist ein französischer Physiker.

## Leben und Wirken
Desurvire erhielt 1974 sein Baccalauréat am Lycée Claude Bernard in Paris und schloss 1981 sein Physikstudium mit dem Diplôme d’études approfondies an der Universität Pierre und Marie Curie ab. Von 1981 bis 1983 begann er seine Forschungen an der Universität von Nizza mit der Verstärkung von Raman-Faserlasern. Dann nahm er eine Stellung als Post-Doktorand an der Stanford University an. 1986 ging er zu den AT&T Bell Laboratories, wo er frühe Forschungen an optischen Verstärkern betrieb, die mit Erbium dotiert waren (EDFA). Als außerordentlicher Professor wurde Desurvire an die Columbia University 1990 berufen. Seit 1994 arbeitet er für die Firma Alcatel. 1998 habilitierte er sich an der Universität von Nizza mit Arbeiten an den EDFA. 2000 wurde er Director of the Alcatel Technical Academy.

## Auszeichnungen
- 1992–93 IEEE Distinguished Lecturer Award
- 1994 International Prize In Optics (International Commission for Optics)
- 1998 Benjamin Franklin Medal in Engineering
- 1998 Général Ferrié Grand Prize in Electronics
- 2005 William Streifer Scientific Achievement Award
- 2007 John Tyndall Award
- 2008 Millennium Technology Prize

## Mitgliedschaften
- 2000 Fellow, Institute of Electrical and Electronics Engineers

## Veröffentlichungen
Desurvire hat mehr als 200 Veröffentlichungen gemacht und über 30 Patente. Er hat zwei Referenzwerke über EDFA geschrieben und 2004 zwei „Einstiegs-Überlebensbücher“ über globale Telekommunikation veröffentlicht.
- Amplification optique par effet Raman stimule dans les fibres optiques monomodes. Dissertation, 1983
- Erbium-doped fiber amplifiers. Principles and applications. Wiley, New York [u. a.] 1994, ISBN 0-471-58977-2
- Erbium-doped fiber amplifiers. Device and system developments. Wiley-Interscience, New York 2002, ISBN 0-471-41903-6
- Wiley survival guide in global telecommunications. Wiley-Interscience, Hoboken, New Jersey 2004
  - Band 1: Signaling principles, network protocols, and wireless systems, ISBN 0-471-44608-4
  - Band 2: Broadband access, optical components and networks, and cryptography. ISBN 0-471-67520-2
- Classical and quantum information theory. An introduction for the telecom scientist. Cambridge University Press, Cambridge 2009, ISBN 978-0-521-88171-5 (Digitalisat)
- Charles Edmond Chojecki. Patriote polonais, explorateur, soldat, poète, dramaturge, romancier, journaliste, bibliothécaire. Publications Lulu [u. a.], 2011
  - Band 1: 1822 à 1856. ISBN 978-1-4709-7793-1
  - Band 2: 1857 à 1872. ISBN 978-1-4709-8125-9
  - Band 3: 1873 à 1899. ISBN 978-1-4709-8135-8